# Liste des titres musicaux numéro un en Allemagne en 2020
Cette page liste les titres numéro un dans les meilleures ventes de disques en Allemagne pour l'année 2020 selon Media Control Charts.
Les classements sont issus des 100 meilleures ventes de singles et des 100 meilleures ventes d'albums. Ils se déroulent du vendredi au jeudi, et sont publiés le mardi par l'industrie musicale allemande.

## Classement des singles
| №  | Date         | Artiste                       | Titre                            | Référence |
| -- | ------------ | ----------------------------- | -------------------------------- | --------- |
| 1  | 3 janvier    | Tones and I                   | Dance Monkey                     |           |
| 2  | 10 janvier   | The Weeknd                    | Blinding Lights                  |           |
| 3  | 17 janvier   | The Weeknd                    | Blinding Lights                  |           |
| 4  | 24 janvier   | Juju & Loredana               | Kein Wort                        |           |
| 5  | 31 janvier   | Juju & Loredana               | Kein Wort                        |           |
| 6  | 7 février    | Joker Bra & Vize              | Baby                             |           |
| 7  | 14 février   | The Weeknd                    | Blinding Lights                  |           |
| 8  | 21 février   | The Weeknd                    | Blinding Lights                  |           |
| 9  | 28 février   | The Weeknd                    | Blinding Lights                  |           |
| 10 | 6 mars       | The Weeknd                    | Blinding Lights                  |           |
| 11 | 13 mars      | Loredana feat. Rymez          | Angst                            |           |
| 12 | 20 mars      | The Weeknd                    | Blinding Lights                  |           |
| 13 | 27 mars      | The Weeknd                    | Blinding Lights                  |           |
| 14 | 3 avril      | Loredana & Zuna               | Du bist mein                     |           |
| 15 | 10 avril     | Ramon Roselly                 | Eine Nacht                       |           |
| 16 | 17 avril     | The Weeknd                    | Blinding Lights                  |           |
| 17 | 24 avril     | The Weeknd                    | Blinding Lights                  |           |
| 18 | 1er mai      | Shirin David                  | 90-60-111                        |           |
| 19 | 8 mai        | Capital Bra & Loredana        | Nicht verdient                   |           |
| 20 | 15 mai       | Apache 207                    | Fame                             |           |
| 21 | 22 mai       | Apache 207                    | Fame                             |           |
| 22 | 29 mai       | Bonez MC                      | Roadrunner                       |           |
| 23 | 5 juin       | AK Ausserkontrolle & Bonez MC | In meinem Benz                   |           |
| 24 | 12 juin      | Apache 207                    | Boot                             |           |
| 25 | 19 juin      | Ufo361                        | Emotions                         |           |
| 26 | 26 juin      | Bonez MC                      | Big Body Benz                    |           |
| 27 | 3 juillet    | The Rolling Stones            | Living in a Ghost Town           |           |
| 28 | 10 juillet   | Apache 207                    | Boot                             |           |
| 29 | 17 juillet   | Apache 207                    | Boot                             |           |
| 30 | 24 juillet   | Apache 207                    | Boot                             |           |
| 31 | 31 juillet   | Apache 207                    | Unterwegs                        |           |
| 32 | 7 août       | Apache 207                    | Sie ruft                         |           |
| 33 | 14 août      | Jawsh 685 & Jason Derulo      | Savage Love (Laxed – Siren Beat) |           |
| 34 | 21 août      | Jawsh 685 & Jason Derulo      | Savage Love (Laxed – Siren Beat) |           |
| 35 | 28 août      | Capital Bra feat. Cro         | Frühstück in Paris               |           |
| 36 | 4 septembre  | KitschKrieg feat. Jamule      | Unterwegs                        |           |
| 37 | 11 septembre | Bonez MC                      | Fuckst mich nur ab               |           |
| 38 | 18 septembre | 24kGoldn feat. Iann Dior      | Mood                             |           |
| 39 | 25 septembre | 24kGoldn feat. Iann Dior      | Mood                             |           |
| 40 | 2 octobre    | 24kGoldn feat. Iann Dior      | Mood                             |           |
| 41 | 9 octobre    | Samra                         | Rohdiamant II                    |           |
| 42 | 16 octobre   | Die Ärzte                     | True Romance                     |           |
| 43 | 23 octobre   | 24kGoldn feat. Iann Dior      | Mood                             |           |
| 44 | 30 octobre   | Bonez MC                      | Angeklagt                        |           |
| 45 | 6 novembre   | Bonez MC                      | Angeklagt                        |           |
| 46 | 13 novembre  | Bonez MC                      | Angeklagt                        |           |
| 47 | 20 novembre  | Samra                         | Kennst du das ?!                 |           |
| 48 | 27 novembre  | 24kGoldn feat. Iann Dior      | Mood                             |           |
| 49 | 4 décembre   | Mariah Carey                  | All I Want for Christmas Is You  |           |
| 50 | 11 décembre  | Mariah Carey                  | All I Want for Christmas Is You  |           |
| 51 | 18 décembre  | Mariah Carey                  | All I Want for Christmas Is You  |           |
| 52 | 25 décembre  | Mariah Carey                  | All I Want for Christmas Is You  |           |

## Classement des albums
| №  | Date         | Artiste                                                              | Titre                                                      | Référence |
| -- | ------------ | -------------------------------------------------------------------- | ---------------------------------------------------------- | --------- |
| 1  | 3 janvier    | Sarah Connor                                                         | Herz Kraft Werke                                           |           |
| 2  | 10 janvier   | Daniela Alfinito                                                     | Liebes-Tattoo                                              |           |
| 3  | 17 janvier   | RAF Camora                                                           | Zenit                                                      |           |
| 4  | 24 janvier   | Katja Krasavice                                                      | Bo$$ Bitch                                                 |           |
| 5  | 31 janvier   | Mono Inc.                                                            | The Book of Fire                                           |           |
| 6  | 7 février    | Tarek K.I.Z                                                          | Golem                                                      |           |
| 7  | 14 février   | Die Amigos                                                           | 50 Jahre: Unsere Schlager von damals                       |           |
| 8  | 21 février   | Gzuz                                                                 | Gzuz                                                       |           |
| 9  | 28 février   | BTS                                                                  | Map Of The Soul: 7                                         |           |
| 10 | 6 mars       | Böhse Onkelz                                                         | Böhse Onkelz                                               |           |
| 11 | 13 mars      | Böhse Onkelz                                                         | Böhse Onkelz                                               |           |
| 12 | 20 mars      | Marianne Rosenberg                                                   | Im Namen der Liebe                                         |           |
| 13 | 27 mars      | Heaven Shall Burn                                                    | Of Truth and Sacrifice                                     |           |
| 14 | 3 avril      | Fler                                                                 | Atlantis                                                   |           |
| 15 | 10 avril     | The Kelly Family                                                     | 25 Years Later                                             |           |
| 16 | 17 avril     | Nightwish                                                            | Human. :II: Nature.                                        |           |
| 17 | 24 avril     | Samra                                                                | Jibrail & Iblis                                            |           |
| 18 | 1er mai      | Ufo361                                                               | Rich Rich                                                  |           |
| 19 | 8 mai        | Frei.Wild                                                            | Corona Quarantäne Tape                                     |           |
| 20 | 15 mai       | In Extremo                                                           | Kompass zur Sonne                                          |           |
| 21 | 22 mai       | Ben Zucker                                                           | Wer sagt das?!                                             |           |
| 22 | 29 mai       | Compilation                                                          | Sing meinen Song – Das Tauschkonzert, Vol. 7               |           |
| 23 | 5 juin       | Fynn Kliemann                                                        | Pop                                                        |           |
| 24 | 12 juin      | Thomas Anders & Florian Silbereisen                                  | Das Album                                                  |           |
| 25 | 19 juin      | Thomas Anders & Florian Silbereisen                                  | Das Album                                                  |           |
| 26 | 26 juin      | Bob Dylan                                                            | Rough and Rowdy Ways                                       |           |
| 27 | 3 juillet    | Depeche Mode                                                         | Spirits in the Forest                                      |           |
| 28 | 10 juillet   | Compilation                                                          | Sing meinen Song – Das Tauschkonzert, Vol. 7               |           |
| 29 | 17 juillet   | Die Amigos                                                           | Tausend Träume                                             |           |
| 30 | 24 juillet   | Fynn Kliemann                                                        | Pop                                                        |           |
| 31 | 31 juillet   | Fantasy                                                              | 10.000 bunte Luftballons                                   |           |
| 32 | 7 août       | Apache 207                                                           | Treppenhaus                                                |           |
| 33 | 14 août      | Deep Purple                                                          | Whoosh!                                                    |           |
| 34 | 21 août      | Fynn Kliemann                                                        | Pop                                                        |           |
| 35 | 28 août      | AK Ausserkontrolle                                                   | A.S.S.N. 2                                                 |           |
| 36 | 4 septembre  | Metallica & San Francisco Symphony Direction : Michael Tilson Thomas | S&M2                                                       |           |
| 37 | 11 septembre | Metallica & San Francisco Symphony Direction : Michael Tilson Thomas | S&M2                                                       |           |
| 38 | 18 septembre | Bonez MC                                                             | Hollywood                                                  |           |
| 39 | 25 septembre | Capital Bra                                                          | CB7                                                        |           |
| 40 | 2 octobre    | Kontra K                                                             | Vollmond                                                   |           |
| 41 | 9 octobre    | Ufo361                                                               | Nur für Dich                                               |           |
| 42 | 16 octobre   | Saltatio Mortis                                                      | Für immer frei                                             |           |
| 43 | 23 octobre   | Christopher von Deylen                                               | Colors                                                     |           |
| 44 | 30 octobre   | Die Ärzte                                                            | Hell                                                       |           |
| 45 | 6 novembre   | Bonez MC                                                             | Hollywood Uncut                                            |           |
| 46 | 13 novembre  | Die Ärzte                                                            | Hell                                                       |           |
| 47 | 20 novembre  | AC/DC                                                                | Power Up                                                   |           |
| 48 | 27 novembre  | AC/DC                                                                | Power Up                                                   |           |
| 49 | 4 décembre   | AC/DC                                                                | Power Up                                                   |           |
| 50 | 11 décembre  | AC/DC                                                                | Power Up                                                   |           |
| 51 | 18 décembre  | Helene Fischer                                                       | Die Helene Fischer Show – Meine schönsten Momente (Vol. 1) |           |
| 52 | 25 décembre  | Paul McCartney                                                       | McCartney III                                              |           |

## Hit-parade de l'année
| Singles | Albums |
| --- | --- |
| 1. The Weeknd – Blinding Lights 2. Tones and I – Dance Monkey 3. Apache 207 - Roller 4. Saint Jhn - Roses (Imanbek Remix) 5. Topic feat. A7S - Breaking Me 6. Ufo361 - Emotions 7. Jawsh 685 & Jason Derulo - Savage Love (Laxed – Siren Beat) 8. DaBaby feat. Roddy Ricch - Rockstar 9. Regard - Ride It 10. Apache 207 - Fame | 1. AC/DC – Power Up 2. Böhse Onkelz - Böhse Onkelz 3. Sarah Connor - Herz Kraft Werke 4. Die Ärzte - Hell 5. Compilation - Sing meinen Song – Das Tauschkonzert, Vol. 7 6. Fynn Kliemann – Pop 7. Metallica & San Francisco Symphony - S&M2 8. Kerstin Ott - Ich muss dir was sagen 9. Thomas Anders & Florian Silbereisen - Das Album 10. Bonez MC - Hollywood |